# Anastoechus suzukii
Anastoechus suzukii är en tvåvingeart som beskrevs av Matsumura 1916. Anastoechus suzukii ingår i släktet Anastoechus och familjen svävflugor. Inga underarter finns listade i Catalogue of Life.